# فلاكورة غربية
فلاكورة غربية (الاسم العلمي:Flacourtia occidentalis) هي نوع من النباتات تتبع جنس الفلاكورة من الفصيلة الصفصافية.